# تانسي كوتزي
تانسي كوتزي (8 أكتوبر 1984-) عارضة أزياء من جوهانسبرغ جنوب أفريقيا، إلتحقت بثانوية في روديبورت، جوهانسبرغ، حاصلة على عدة جوائز وألقاب.

## إنجازتها
- فازت بلقب ملكة جمال جنوب إفريقيا 2007.
- مثلت جنوب إفريقيا لاحقًا في مسابقة ملكة جمال الكون 2008 في نهاترانج، فيتنام، حيث صُنِّفَت بين أفضل 15 متأهلة لنصف النهائي.
- أول فائزة بلقب ملكة جمال جنوب إفريقيا الملونة في التاريخ تحقق مراكز عالية في كل من ملكة جمال العالم وملكة جمال الكون من أصل أربعة حققن هذا.